# Mata Roma
Mata Roma es un municipio brasilero del estado del Maranhão. Su población estimada en 2004 era de 12.411 habitantes.